# Laurence Courtois
Pour les articles homonymes, voir Courtois.
Laurence Courtois (née le 18 janvier 1976 à Courtrai) est une joueuse de tennis belge, professionnelle de 1993 à 2002.
En 1992, elle est championne du monde junior en double filles puis passe professionnelle l'année suivante.
En 1996, elle joue le 3e tour à l'Open d'Australie (battue par Chanda Rubin), sa meilleure performance en simple dans une épreuve du Grand Chelem.
Elle a atteint deux finales WTA en simple dans sa carrière mais n'en a remporté aucune. En revanche, elle a gagné quatre titres WTA en double sur un total de neuf finales disputées.
En 2001, elle a aussi participé à la victoire belge en Fed Cup face à la Russie. Elle a également représenté son pays aux Jeux olympiques d'été de 1996.
Descendue autour de la 150e place, Laurence Courtois met un terme définitif à sa carrière en février 2002.

## Palmarès

### Titre en simple dames
Aucun

### Finales en simple dames
| No | Date       | Nom et lieu du tournoi       | Catégorie | Dotation  | Surface      | Vainqueure          | Score    |          |
| -- | ---------- | ---------------------------- | --------- | --------- | ------------ | ------------------- | -------- | -------- |
| 1  | 13/05/1996 | Rover Championships, Cardiff | Tier IV   | 107 500 $ | Terre (ext.) | Dominique Van Roost | 6-4, 6-2 | Parcours |
| 2  | 07/06/1999 | Tashkent Open, Tachkent      | Tier IVb  | 112 500 $ | Dur (ext.)   | Anna Smashnova      | 6-3, 6-3 | Parcours |

### Titres en double dames
| No | Date       | Nom et lieu du tournoi           | Catégorie | Dotation  | Surface         | Partenaire       | Finalistes                          | Score         |          |
| -- | ---------- | -------------------------------- | --------- | --------- | --------------- | ---------------- | ----------------------------------- | ------------- | -------- |
| 1  | 14/02/1994 | Open Gaz de France Paris         | Tier II   | 400 000 $ | Moquette (int.) | Sabine Appelmans | Mary Pierce Andrea Temesvári        | 6-4, 6-4      | Parcours |
| 2  | 03/08/1998 | Enka Ladies Open Istanbul        | Tier IV   | 107 500 $ | Dur (ext.)      | Meike Babel      | Åsa Svensson Florencia Labat        | 6-0, 6-2      | Parcours |
| 3  | 19/04/1999 | Dreamland Egypt Classic Le Caire | Tier III  | 180 000 $ | Terre (ext.)    | Arantxa Sánchez  | Irina Spîrlea Caroline Vis          | 7-5, 1-6, 7-6 | Parcours |
| 4  | 18/10/1999 | Eurotel Slovak Open Bratislava   | Tier IVb  | 110 000 $ | Dur (int.)      | Kim Clijsters    | Olga Barabanschikova Lilia Osterloh | 6-2, 3-6, 7-5 | Parcours |

### Finales en double dames
| No | Date       | Nom et lieu du tournoi         | Catégorie | Dotation  | Surface         | Vainqueures                       | Partenaire    | Score          |          |
| -- | ---------- | ------------------------------ | --------- | --------- | --------------- | --------------------------------- | ------------- | -------------- | -------- |
| 1  | 02/01/1995 | Danamon Indonesia Open Jakarta | Tier III  | 161 250 $ | Dur (ext.)      | Claudia Porwik Irina Spîrlea      | Nancy Feber   | 6-2, 6-3       | Parcours |
| 2  | 08/04/1996 | Danamon Open Jakarta           | Tier III  | 164 250 $ | Dur (ext.)      | Rika Hiraki Naoko Kijimuta        | Nancy Feber   | 7-6, 7-5       | Parcours |
| 3  | 13/05/1996 | Rover Championships Cardiff    | Tier IV   | 107 500 $ | Terre (ext.)    | Katrina Adams Mariaan de Swardt   | Els Callens   | 6-0, 6-4       | Parcours |
| 4  | 20/10/1997 | SEAT Open Luxembourg           | Tier III  | 164 250 $ | Moquette (int.) | Larisa Neiland Helena Suková      | Meike Babel   | 6-2, 6-4       | Parcours |
| 5  | 30/10/2000 | Sparkassen Cup Leipzig         | Tier II   | 535 000 $ | Moquette (int.) | Arantxa Sánchez Anne-Gaëlle Sidot | Kim Clijsters | 6-76, 7-5, 6-3 | Parcours |

## Parcours en Grand Chelem

### En simple dames
| Année | Open d'Australie | Open d'Australie | Internationaux de France | Internationaux de France | Wimbledon       | Wimbledon         | US Open         | US Open              |
| ----- | ---------------- | ---------------- | ------------------------ | ------------------------ | --------------- | ----------------- | --------------- | -------------------- |
| 1994  | 1er tour (1/64)  | Pam Shriver      | 1er tour (1/64)          | Helena Suková            | 1er tour (1/64) | Nancy Feber       | 1er tour (1/64) | Audra Keller         |
| 1995  | 2e tour (1/32)   | Naoko Sawamatsu  | 2e tour (1/32)           | Ai Sugiyama              | 2e tour (1/32)  | Radka Zrubáková   | 1er tour (1/64) | Katarína Studeníková |
| 1996  | 3e tour (1/16)   | Chanda Rubin     | 2e tour (1/32)           | Yayuk Basuki             | 2e tour (1/32)  | Jana Novotná      | 2e tour (1/32)  | Monica Seles         |
| 1997  | -                | -                | 1er tour (1/64)          | Tamarine Tanasugarn      | 1er tour (1/64) | Nathalie Dechy    | -               | -                    |
| 1998  | -                | -                | -                        | -                        | -               | -                 | 1er tour (1/64) | Mariaan de Swardt    |
| 1999  | 1er tour (1/64)  | Rachel McQuillan | 1er tour (1/64)          | Serena Williams          | 1er tour (1/64) | Corina Morariu    | 1er tour (1/64) | Anne-Gaëlle Sidot    |
| 2000  | 1er tour (1/64)  | Yi Jingqian      | 1er tour (1/64)          | Giulia Casoni            | 1er tour (1/64) | Anastasia Myskina | -               | -                    |

À droite du résultat, l’ultime adversaire.

### En double dames
| Année | Open d'Australie            | Open d'Australie          | Internationaux de France     | Internationaux de France    | Wimbledon                      | Wimbledon                  | US Open                     | US Open                  |
| ----- | --------------------------- | ------------------------- | ---------------------------- | --------------------------- | ------------------------------ | -------------------------- | --------------------------- | ------------------------ |
| 1993  | -                           | -                         | 2e tour (1/16) S. Appelmans  | A. Coetzer Gorrochategui    | -                              | -                          | -                           | -                        |
| 1994  | 1er tour (1/32) Nancy Feber | Jo-Anne Faull Robin White | 1er tour (1/32) S. Appelmans | L. Davenport Lisa Raymond   | 1er tour (1/32) S. Appelmans   | Yayuk Basuki Nana Miyagi   | -                           | -                        |
| 1995  | 2e tour (1/16) Nancy Feber  | C. Martínez P. Tarabini   | 1er tour (1/32) Ann Grossman | Likhovtseva C. Singer       | 1er tour (1/32) Nancy Feber    | M. Bollegraf Rennae Stubbs | 3e tour (1/8) Nancy Feber   | B. Schultz Rennae Stubbs |
| 1996  | 1er tour (1/32) Nancy Feber | C. Martínez P. Tarabini   | 1er tour (1/32) Els Callens  | Park Sung-hee Wang Shi-Ting | 1er tour (1/32) Els Callens    | Katrina Adams M. de Swardt | -                           | -                        |
| 1998  | 1er tour (1/32) Els Callens | C. Cristea Ann Grossman   | -                            | -                           | -                              | -                          | 3e tour (1/8) Maja Murić    | C. Dhenin Émilie Loit    |
| 1999  | 2e tour (1/16) De Villiers  | Jana Novotná Monica Seles | 3e tour (1/8) Shaughnessy    | Els Callens Rita Grande     | 3e tour (1/8) Alicia Molik     | Jana Novotná N. Zvereva    | 2e tour (1/16) Alicia Molik | L. Neiland A. Sánchez    |
| 2000  | 2e tour (1/16) A. Mauresmo  | A. Kournikova B. Schett   | 1er tour (1/32) A. Sánchez   | Magüi Serna Shaughnessy     | 1er tour (1/32) Likhovtseva    | K. Boogert M. Oremans      | 3e tour (1/8) Kim Clijsters | S. Williams V. Williams  |
| 2001  | 3e tour (1/8) Kim Clijsters | M. Hingis Monica Seles    | 3e tour (1/8) Kim Clijsters  | Justine Henin E. Tatarkova  | 2e tour (1/16) Krasnoroutskaïa | T. Garbin J. Husárová      | 3e tour (1/8) Alicia Molik  | Kimberly Po N. Tauziat   |
| 2002  | -                           | -                         | 1er tour (1/32) A. Hopmans   | T. Garbin A. Widjaja        | -                              | -                          | -                           | -                        |

Sous le résultat, la partenaire ; à droite, l’ultime équipe adverse.

## Parcours aux Jeux olympiques

### En simple dames
| # | Date       | Nom de l'olympiade      | Surface    | Résultat       | Ultime adversaire | Score    |          |
| - | ---------- | ----------------------- | ---------- | -------------- | ----------------- | -------- | -------- |
| 1 | 23/07/1996 | Summer Olympics Atlanta | Dur (ext.) | 2e tour (1/16) | Karina Habšudová  | 7-5, 6-2 | Parcours |

### En double dames
| # | Date       | Nom de l'olympiade      | Surface    | Résultat      | Partenaire       | Ultimes adversaires           | Score         |          |
| - | ---------- | ----------------------- | ---------- | ------------- | ---------------- | ----------------------------- | ------------- | -------- |
| 1 | 23/07/1996 | Summer Olympics Atlanta | Dur (ext.) | 2e tour (1/8) | Sabine Appelmans | Martina Hingis Patty Schnyder | 2-6, 6-1, 7-5 | Parcours |

## Parcours en Coupe de la Fédération
| #                                                                       | Date       | Lieu         | Surface         | Gagnante(s)                      | Perdante(s)                        | Score          |          |
|                                                                         |            |              |                 |                                  |                                    |                |          |
| 1993 - 1er tour (groupe mondial) - Lettonie - Belgique - 2 : 1          |            |              |                 |                                  |                                    |                |          |
| 1                                                                       | 20/07/1993 | Francfort    | Terre (ext.)    | Agnese Blumberga Larisa Neiland  | Laurence Courtois Dominique Monami | 4-6, 6-4, 9-7  | Parcours |
|                                                                         |            |              |                 |                                  |                                    |                |          |
| 1993 - Barrage (groupe mondial I) - Belgique - Croatie - 1 : 2          |            |              |                 |                                  |                                    |                |          |
| 2                                                                       | 22/07/1993 | Francfort    | Terre (ext.)    | Nadin Ercegovic Maja Murić       | Laurence Courtois Dominique Monami | 4-6, 6-3, 6-2  | Parcours |
|                                                                         |            |              |                 |                                  |                                    |                |          |
| 1995 - Barrage (groupe mondial II) - Belgique - Corée du Sud - 3 : 2    |            |              |                 |                                  |                                    |                |          |
| 3                                                                       | 22/07/1995 | Ostende      | Terre (ext.)    | Park Sung-hee                    | Laurence Courtois                  | 6-4, 3-6, 6-2  | Parcours |
| 3                                                                       | 22/07/1995 | Ostende      | Terre (ext.)    | Kim Eun-ha                       | Laurence Courtois                  | 6-2, 6-4       | Parcours |
|                                                                         |            |              |                 |                                  |                                    |                |          |
| 1996 - 1/4 de finale (groupe mondial II) - Indonésie - Belgique - 0 : 5 |            |              |                 |                                  |                                    |                |          |
| 4                                                                       | 27/04/1996 | Jakarta      | Dur (ext.)      | Laurence Courtois Nancy Feber    | Liza Andriyani Wynne Prakusya      | 6-1, 6-2       | Parcours |
|                                                                         |            |              |                 |                                  |                                    |                |          |
| 1996 - Barrage (groupe mondial I) - Afrique du Sud - Belgique - 1 : 4   |            |              |                 |                                  |                                    |                |          |
| 5                                                                       | 13/07/1996 | Bloemfontein | Dur (ext.)      | Laurence Courtois Nancy Feber    | Amanda Coetzer Mariaan de Swardt   | 6-2, 3-6, 6-0  | Parcours |
|                                                                         |            |              |                 |                                  |                                    |                |          |
| 1998 - 1/4 de finale (groupe mondial) - Belgique - France - 2 : 3       |            |              |                 |                                  |                                    |                |          |
| 6                                                                       | 18/04/1998 | Gand         | Dur (int.)      | Alexandra Fusai Nathalie Tauziat | Els Callens Laurence Courtois      | 6-4, 6-0       | Parcours |
|                                                                         |            |              |                 |                                  |                                    |                |          |
| 2000 - Round robin (groupe mondial) - Australie - Belgique - 1 : 2      |            |              |                 |                                  |                                    |                |          |
| 7                                                                       | 27/04/2000 | Moscou       | Moquette (int.) | Laurence Courtois                | Nicole Pratt                       | 6-1, 2-6, 7-5  | Parcours |
| 7                                                                       | 27/04/2000 | Moscou       | Moquette (int.) | Els Callens Laurence Courtois    | Alicia Molik Rennae Stubbs         | 1-6, 6-0, 10-8 | Parcours |
|                                                                         |            |              |                 |                                  |                                    |                |          |
| 2000 - Round robin (groupe mondial) - Belgique - France - 2 : 1         |            |              |                 |                                  |                                    |                |          |
| 8                                                                       | 29/04/2000 | Moscou       | Moquette (int.) | Julie Halard Nathalie Tauziat    | Els Callens Laurence Courtois      | 7-5, 3-6, 6-3  | Parcours |
|                                                                         |            |              |                 |                                  |                                    |                |          |
| 2000 - Round robin (groupe mondial) - Russie - Belgique - 1 : 2         |            |              |                 |                                  |                                    |                |          |
| 9                                                                       | 30/04/2000 | Moscou       | Moquette (int.) | Elena Likhovtseva                | Laurence Courtois                  | 6-4, 6-4       | Parcours |
| 9                                                                       | 30/04/2000 | Moscou       | Moquette (int.) | Els Callens Laurence Courtois    | Anna Kournikova Elena Likhovtseva  | 6-4, 6-3       | Parcours |
|                                                                         |            |              |                 |                                  |                                    |                |          |
| 2001 - Round robin (groupe mondial) - Belgique - Allemagne - 3 : 0      |            |              |                 |                                  |                                    |                |          |
| 10                                                                      | 07/11/2001 | Madrid       | Terre (int.)    | Els Callens Laurence Courtois    | Bianka Lamade Barbara Rittner      | 6-4, 6-75, 6-1 | Parcours |
|                                                                         |            |              |                 |                                  |                                    |                |          |
| 2001 - Round robin (groupe mondial) - Espagne - Belgique - 0 : 3        |            |              |                 |                                  |                                    |                |          |
| 11                                                                      | 10/11/2001 | Madrid       | Terre (int.)    | Els Callens Laurence Courtois    | Gala León García Virginia Ruano    | 4-6, 6-3, 7-5  | Parcours |
|                                                                         |            |              |                 |                                  |                                    |                |          |
| 2001 - Finale (groupe mondial) - Belgique - Russie - 2 : 1              |            |              |                 |                                  |                                    |                |          |
| 12                                                                      | 07/11/2001 | Madrid       | Terre (int.)    | Elena Likhovtseva Nadia Petrova  | Els Callens Laurence Courtois      | 7-5, 7-62      | Parcours |
|                                                                         |            |              |                 |                                  |                                    |                |          |
| 2002 - 1er tour (groupe mondial) - Belgique - Australie - 3 : 1         |            |              |                 |                                  |                                    |                |          |
| 13                                                                      | 27/04/2002 | Bruxelles    | Terre (int.)    | Nicole Pratt Rennae Stubbs       | Els Callens Laurence Courtois      | 7-62, ab.      | Parcours |
|                                                                         |            |              |                 |                                  |                                    |                |          |
| 2002 - 1/4 de finale (groupe mondial) - Italie - Belgique - 4 : 1       |            |              |                 |                                  |                                    |                |          |
| 14                                                                      | 20/07/2002 | Bologne      | Terre (ext.)    | A. Serra Zanetti Roberta Vinci   | Elke Clijsters Laurence Courtois   | 7-5, 6-4       | Parcours |

## Classements WTA en fin de saison

### En simple
| Année | 1991 | 1992 | 1993 | 1994 | 1995 | 1996 | 1997 | 1998 | 1999 | 2000 | 2001 |
| Rang  | 727  | 293  | 124  | 103  | 63   | 44   | 188  | 124  | 79   | 130  | 170  |

Source : (en) « Classements de Laurence Courtois », sur le site officiel du WTA Tour

### En double
| Année | 1991 | 1992 | 1993 | 1994 | 1995 | 1996 | 1997 | 1998 | 1999 | 2000 | 2001 | 2002 |
| Rang  | 310  | 189  | 124  | 93   | 53   | 44   | 97   | 81   | 39   | 44   | 74   | 895  |

Source : (en) « Classements de Laurence Courtois », sur le site officiel du WTA Tour